# Glenn Cook
Pour les articles homonymes, voir Cook.
Glenn Cook, né en 1963 est un triathlète professionnel britannique, triple champion de Grande-Bretagne (1986, 1989 et 1990) et double champion d'Europe moyenne distance (1987, 1992).

## Biographie
Glenn Cook a dirigé l'équipe féminine de triathlètes olympiques britanniques pour les Jeux de 2012 et 2016.
Sarah a épousé Glenn Cook à Eastbourne en Sussex de l'Est (Angleterre), la ville où ils vivent et forment des triathlètes. Ils ont ensemble deux filles ; Chloe (née en 1994) deux fois deuxième sur les podiums de coupe d'Europe de triathlon (Burgas 2015 et Tartu 2017) et Beth (née en 2005) championne de cross-country cadettes dans sa région.

## Palmarès triathlon
Le tableau présente les résultats les plus significatifs (podium) obtenus sur le circuit national et international de duathlon et de triathlon depuis 1986.
| Année | Compétition                                         | Pays        | Position           | Temps           |
| ----- | --------------------------------------------------- | ----------- | ------------------ | --------------- |
| 1992  | Championnats d'Europe de triathlon                  | Belgique    | Médaille de bronze | 1 h 49 min 15 s |
| 1992  | Championnats d'Europe de triathlon moyenne distance | Finlande    | Médaille d'or      | 3 h 57 min 58 s |
| 1991  | Championnats d'Europe de duathlon                   | Royaume-Uni | Médaille de bronze | 1 h 20 min 14 s |
| 1990  | Championnats britanniques de triathlon              | Royaume-Uni | Médaille d'or      | Timing          |
| 1989  | Championnats britanniques de triathlon              | Royaume-Uni | Médaille d'or      | Timing          |
| 1989  | Championnats du monde de triathlon                  | France      | Médaille d'argent  | 2 h 0 min 3 s   |
| 1987  | Championnats d'Europe de triathlon moyenne distance | Allemagne   | Médaille d'or      | 3 h 57 min 19 s |
| 1986  | Championnats britanniques de triathlon              | Royaume-Uni | Médaille d'or      | Timing          |